# Aldo
Aldo ist ein italienischer und portugiesischer männlicher Vorname.

## Herkunft und Bedeutung
Der Name ist im Althochdeutschen die verselbständigte Kurzform von adal, was „edel“, „vornehm“, „der Adel“, „aus vornehmen Geschlecht“ bedeutet.
Es ist auch die verselbständigte italienische Kurzform von Namen beginnend mit Aldo-, wie z. B. Aldobrando, das als Namenselement von adal stammt.
Als Familienname kommt Aldo selten vor. Die weibliche Form des Namens ist Alda.

## Namensträger

### Vorname
- Aldo Andreotti (1924–1980), italienischer Mathematiker
- Aldo Andretti (1940–2020), US-amerikanischer Automobilrennfahrer
- Aldo Ballarin (1922–1949), italienischer Fußballspieler
- Aldo Berti (1936–2010), italienischer Schauspieler
- Aldo Bini (1915–1993), italienischer Radrennfahrer
- Aldo Bolzan (1933–2013), luxemburgischer Radrennfahrer
- Aldo Bonacossa (1885–1975), italienischer Unternehmer, Alpinist und Sportfunktionär
- Aldo Brancacci (* 1950), italienischer Philosophiehistoriker auf dem Gebiet der antiken Philosophie
- Aldo Campatelli (1919–1984), italienischer Fußballspieler und -trainer
- Aldo Canazza (1908–2002), italienischer Radrennfahrer und nationaler Meister im Radsport
- Aldo Ciccolini (1925–2015), italienisch-französischer Pianist
- Aldo Corzo (* 1989), peruanischer Fußballspieler
- Aldo Finzi (1891–1944), italienischer Motorradrennfahrer, Offizier, Politiker, Anwalt und Widerstandskämpfer
- Aldo Giuffrè (1924–2010), italienischer Schauspieler
- Aldo Gugolz (* 1963), Schweizer Filmemacher
- Aldo Lado (1934–2023), italienischer Regisseur, Drehbuchautor und Produzent
- Aldo Lagrutta (* 1962), venezolanischer Gitarrist
- Aldo Leopold (1887–1948), US-amerikanischer Forstwissenschaftler Jäger und Ökologe
- Aldo Maldera (1953–2012), italienischer Fußballspieler
- Aldo Moro (1916–1978), italienischer Politiker
- Aldo Nova (* 1956), kanadischer Musiker
- Aldo Palazzeschi (1885–1974), italienischer Schriftsteller und Lyriker
- Aldo Pastega (1933–2021), Schweizer Fußballspieler
- Aldo Pigorini (1907–1937), italienischer Motorradrennfahrer
- Aldo Ravà (1879–1923), venezianischer Historiker und Kunsthistoriker
- Aldo Rebelo (* 1956), brasilianischer Politiker und Journalist
- Aldo Ronconi (1918–2012), italienischer Radrennfahrer
- Aldo Rossi (1906–1981), italienischer Theaterschaffender und Filmregisseur
- Aldo Rossi (1931–1997), italienischer Architekt
- Aldo Loris Rossi (1933–2018), italienischer Architekt
- Aldo Sambrell (1937–2010), spanischer Schauspieler, Produzent und Regisseur
- Aldo Serena (* 1960), italienischer Fußballspieler
- Aldo van Eyck (1918–1999), niederländischer Architekt

### Familienname
- José Aldo (* 1986), brasilianischer Kampfsportler
- G. R. Aldo (1905–1953), italienischer Kameramann